# 富士松紫朝
富士松 紫朝（ふじまつ しちょう）は、新内、粋曲、音曲、都々逸の名跡。本項では初代富士松紫朝について記述する。
- 二代目富士松紫朝（1860年1月25日 - 1943年2月5日） - 初代と同じく九州出身で盲目、初代の門下で紫好斎を名乗り、初代が引退したのと共に二代目を襲名。本名は古賀 城武。
- 三代目富士松紫朝 - 1936年5月に富士松佐交から三代目紫朝になった。

初代富士松 紫朝（ふじまつ しちょう、1826年6月19日 - 1902年3月1日）本名は佐藤 竹次郎。

## 経歴
九州の久留米出身。盲人ながら安政年間から幕末・明治の初年にかけて初代富士松魯中の門人で、寄席で新内語りとして人気を得た。後に弟子に紫朝を譲り、自身は紫翁となり久留米に隠居した。墓所は久留米市妙正寺。
三遊亭圓朝の「朝」はこの紫朝にちなんだものという。なお、同じ新内の名跡で富士松ぎん蝶と混合されやすく、富士松紫蝶と表記されることがある。